# Myk Jung

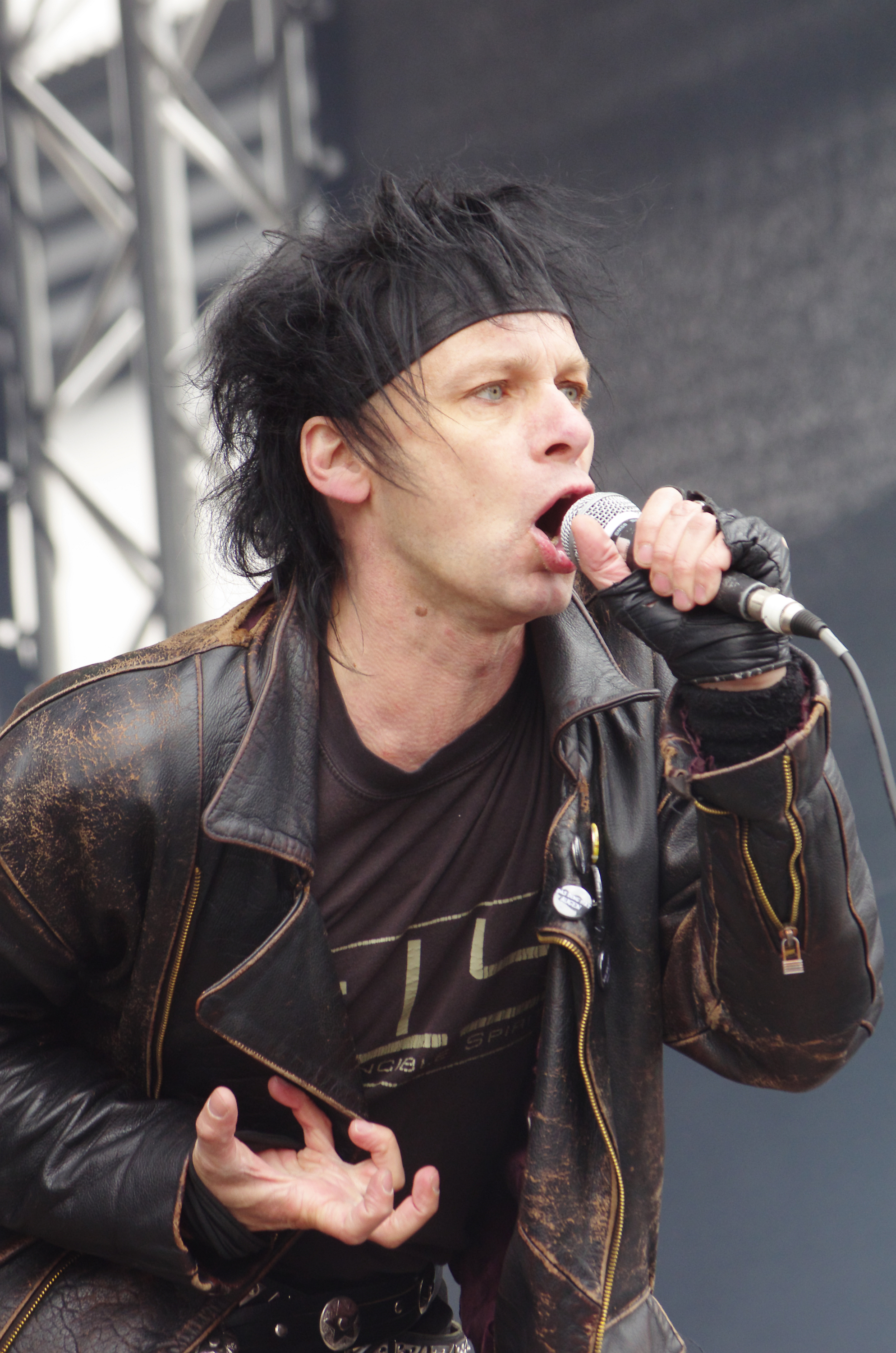
Myk Jung bei einem Auftritt bei Rock in den Ruinen 2013

Myk Jung (* 3. Juli 1964 in Essen) ist ein deutscher Musiker, Buchautor, Kolumnist und Musikredakteur.

## Leben
Myk Jung studierte Anglistik, Germanistik und Politologie, bevor er sich hauptberuflich dem Künstlerdasein widmete.
Jung arbeitet als Musiker, Autor, Kolumnist und freier Redaktionsmitarbeiter verschiedener Musikmagazine.
Seit 1984 ist er in der Independent-Musik-Szene als Sänger und Frontmann diverser Bands aktiv, von denen die bekannteste Formation The Fair Sex ist. Als Gastmusiker wirkt Myk Jung bei zahlreichen musikalischen Projekten mit.
2006 wurde das erste unter eigenem Namen laufende musikalische Projekt realisiert: das Balladenalbum Zenith Is Decline und die dazugehörige Single The Shine of Her Cold Eyes.
Mit Der Herr der Ohrringe veröffentlichte er seinen ersten Roman und damit auch die erste original deutschsprachige Parodie auf Tolkiens Trilogie Der Herr der Ringe.
2008 gründete Jung die Lesebühne Schementhemen, in deren Rahmen er gemeinsam mit Klaus Märkert eigene Texte liest und Gäste aus den Bereichen Literatur, Musik und Kabarett präsentiert. Die Lesebühne stellt sich thematisch selbst als „humorvoll-skurril“ dar und tourt regelmäßig deutschlandweit.

## Musik

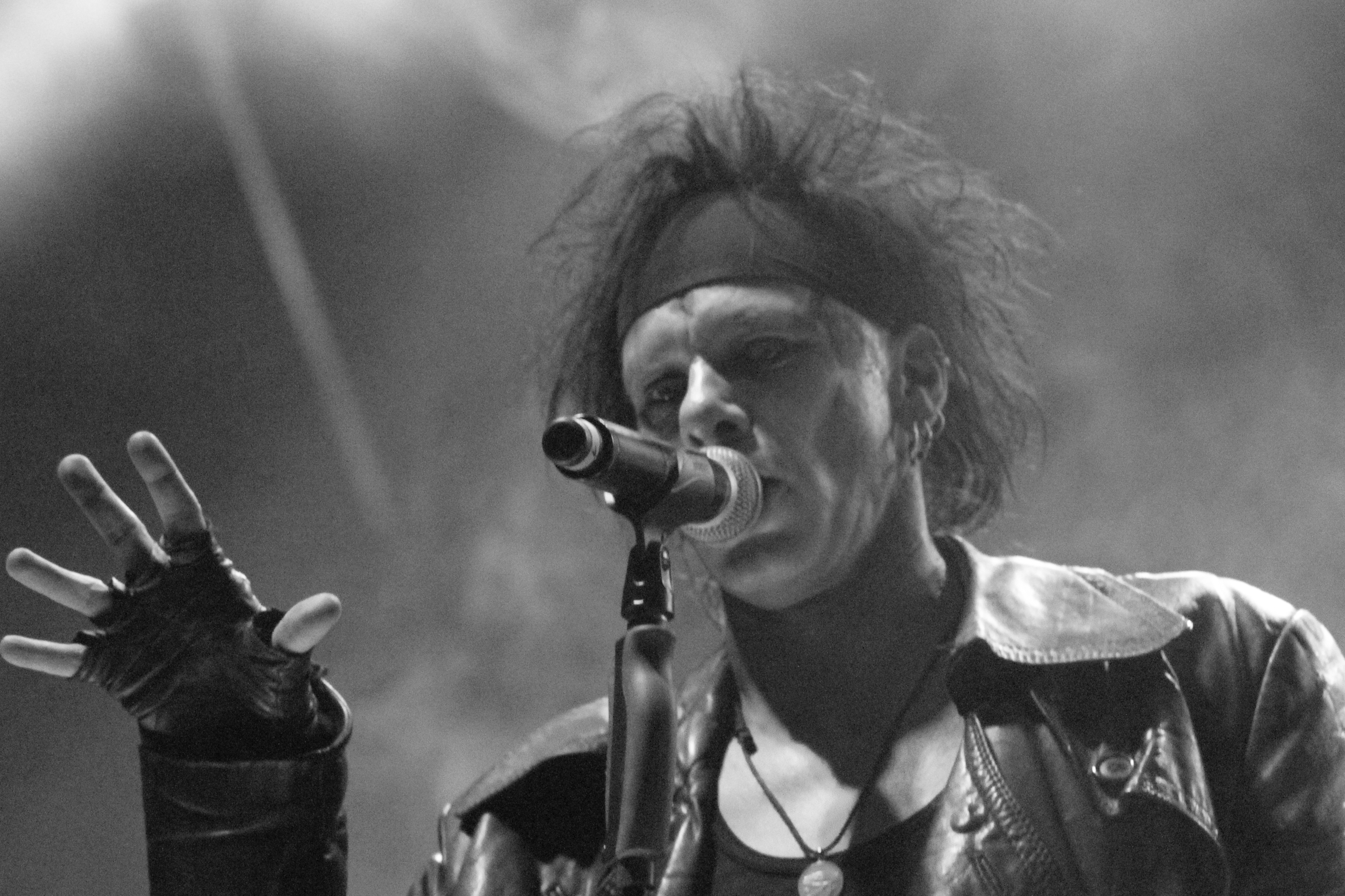
Myk Jung, live auf dem WGT 2014

### Eigene musikalische Projekte
- The Fair Sex (Dark Wave / Electro Wave)
- Testify (Industrial-Metal)
- Nice Gods Bleed (Industrial-Rock) (u. a. im Soundtrack Emilia zum Film von Henrik Pfeifer)
- Schuldt (Industrial-Metal)

### Musikalische Kooperationen
- Armageddon Dildos Studioaufnahmen/Gastgesang live
- Das Ich Remixe/Liveauftritte
- The Eternal Afflict Remixe/Gastgesang live
- Girls Under Glass Gastgesang live
- La Casa Del Cid Remix
- Project Pitchfork Gastgesang live
- Rotersand Gastgesang live
- Straftanz Studioaufnahmen/Gastgesang live
- The Invincible Spirit Studioaufnahmen/Gastgesang live

### Musikjournalistische Tätigkeiten
- Sonic Seducer, seit 2000 bis heute
- Gothic, seit 2001 bis heute (Kolumne Vom Schürfen in der Tiefe)
- NegaTief, 2008–2010

## Werke

### Tonträger
- Zenith Is Decline. Endless Records 2006
- The Shine Of Her Cold Eyes. Endless Records 2006
- The Fair Sex (Diskografie bei discogs.com)
- Testify (Diskografie bei discogs.com)
- Nice Gods Bleed (Diskografie bei discogs.com)
- Schuldt (Diskografie bei discogs.com)

### Romane
- Der Herr der Ohrringe. Plöttner Verlag 2012. ISBN 978-3-86211-053-7
- Der Herr der Ohrringe. Books on Demand 2001. ISBN 3-8311-2496-5

### Kurzgeschichten
- Ich bin dann mal tot. Muschel Verlag 2010. ISBN 978-3-936819-45-8 (gemeinsam mit Klaus Märkert)
- Tot bist du noch lange nicht, sag mir erst wie alt du bist. Edition Outbird 2020. ISBN 978-3-948887-10-0 (gemeinsam mit Klaus Märkert)

### Anthologie-Beiträge
- Black Celebration. 20 Jahre / years Wave-Gotik-Treffen. Plöttner Verlag 2011. ISBN 978-3-86211-037-7
- Schillendes Dunkel. Plöttner Verlag 2010. ISBN 978-3-86211-006-3
- Mordsmütter. ViaTerra Verlag 2011. ISBN 978-3-941970-06-9
- Kneipengeschichten. Holzheimer Verlag 2009. ISBN 978-3-938297-45-2
- Fett & Kursiv. Entenfuß Verlag 2009. ISBN 978-3-9812705-3-2
- Vision & Wahn. Periplaneta 2008. ISBN 978-3-940767-17-2

### Hörbücher
- Der Herr der Ohrringe. Endless Records 2004